# Pammene querceti
Pammene querceti is een vlinder uit de familie bladrollers (Tortricidae). De wetenschappelijke naam is voor het eerst geldig gepubliceerd in 1957 door Gozmany.
De soort komt voor in Europa.